# Travis Meyer
Pour les articles homonymes, voir Meyer.
Travis Meyer, né le 8 juin 1989 à Perth, est un coureur cycliste australien. Professionnel sur route de 2010 à 2016, il a été champion d'Australie en 2010. Il s'est auparavant consacré à la piste, et a notamment été cinq fois champion du monde juniors.

## Biographie
Spécialiste de la piste, Travis Meyer a notamment été deux fois champion du monde juniors en 2006, en poursuite par équipe et à l'américaine, puis trois autres fois en 2007, en poursuite individuelle et par équipes et au scratch. Il est le frère de Cameron Meyer, également cycliste et champion du monde sur piste.
En 2010, il passe professionnel sur route avec l'équipe américaine Garmin-Transitions. Il fait ses débuts avec celle-ci en remportant le titre de champion d'Australie sur route, tandis que son frère gagne le titre du contre la montre. Encore actif sur piste durant cette année, il participe notamment aux championnats du monde. En fin d'année cependant, il décide de se consacrer pleinement à la route. En 2011, sa saison s'arrête dès le mois de mai : souffrant de la jambe gauche, il est opéré de l'artère iliaque externe gauche.
En 2012, il rejoint la nouvelle équipe australienne Orica-GreenEDGE. Il dispute avec elle son seul grand tour, le Tour d'Espagne 2012.
En 2014 il devient membre de l'équipe continentale professionnelle Drapac. En avril, il est victime d'un accident de la circulation en s'entraînant à Andorre et souffre de fractures au crâne, à la machoire et au bras,. Il revient en compétition à la fin du mois de septembre, au Tour de Chine. Drapac prolonge son contrat en fin d'année. Après un début de saison marqué par une chute au Tour Down Under et une fracture à la main, il se classe huitième du Tour de Taiwan, neuvième du Tour de Corée. Son contrat est à nouveau prolongé en fin d'année. En 2016, il court moins afin de terminer ses études. Il met fin à sa carrière et dispute sa dernière course à l'occasion du championnat d'Australie sur route en janvier 2017.

## Palmarès sur piste

### Championnats du monde
- Copenhague 2010
  - 19e du scratch

### Championnats du monde juniors
- 2006
  -  Champion du monde de l'américaine juniors (avec Cameron Meyer)
  -  Champion du monde de poursuite par équipes juniors (avec Jack Bobridge, Leigh Howard et Cameron Meyer)
  -  Médaillé de bronze de la course aux points juniors
- 2007
  -  Champion du monde de poursuite juniors
  -  Champion du monde de poursuite par équipes juniors (avec Jack Bobridge, Leigh Howard et Glenn O'Shea)
  -  Champion du monde du scratch juniors

### Championnats d'Océanie
- 2007
  -  Champion d'Océanie de poursuite par équipes (avec Mark Jamieson, Cameron Meyer et Phillip Thuaux)
  -  Médaillé d'argent de l'américaine

### Championnats d'Australie
| - 2006 - Champion d'Australie de poursuite par équipes juniors - Champion d'Australie de l'américaine juniors - 2007 - 2e de la poursuite juniors - 2e de la poursuite par équipes juniors - 3e de la course aux points juniors - 3e de l'américaine | - 2008 - 2e de l'américaine - 3e du scratch - 2009 - Champion d'Australie de poursuite par équipes - 2010 - 2e de la poursuite par équipes - 3e de la poursuite |

## Palmarès sur route

### Par années
| - 2007 - 1rea étape du Tour de Perth (contre-la-montre) - 2e du Tour de Tasmanie - 10e du championnat du monde sur route juniors - 2008 - Tour de Wellington : - Classement général - 3e et 7e étapes - Classement général du Tour de Berlin - 2e de l'UCI Oceania Tour - 3e du championnat d'Australie du contre-la-montre espoirs - 2009 - Tour de Perth : - Classement général - 3e étape (contre-la-montre) - 2e du championnat d'Australie du contre-la-montre espoirs - 2e de Vicence-Bionde | - 2010 - Champion d'Australie sur route - 3e étape des Perth Criterium Series - 2014 - 2e étape de la Pemberton Classic - 2015 - 1re étape de la Pemberton Classic |

### Résultats sur les grands tours

#### Tour d'Espagne
1 participation 
- 2012 : 165e

### Classements mondiaux
| Année            | 2008 | 2009 |
| ---------------- | ---- | ---- |
| UCI Europe Tour  | 303e | 821e |
| UCI Oceania Tour | 2e   |      |

## Distinctions
- Espoir masculin de l'année aux Australian Sport Awards : 2006